# المنطقة الشمالية الغربية (الكاميرون)
المنطقة الشمالية الغربية (بالإنجليزية: Northwest Region)‏ هي منطقة في الكاميرون، بلغ عدد سكانها 2,095,538 نسمة وذلك حسب إحصائيات سنة 2007، عاصمتها بامندا، تبلغ مساحتها 17,300 كيلومتر مربع.

## الموقع
تشترك في الحدود مع:
- محافظة آداماوا
- المنطقة الغربية (الكاميرون)
- المنطقة الجنوبية الغربية (الكاميرون).

## التقسيمات الإدارية
- Boyo (department) [الإنجليزية]‏
- Bui (Cameroon department) [الإنجليزية]‏
- Donga-Mantung [الإنجليزية]‏
- Menchum [الإنجليزية]‏
- Mezam [الإنجليزية]‏
- Momo (department) [الإنجليزية]‏
- Ngo-Ketunjia [الإنجليزية]‏.